# 義津屋

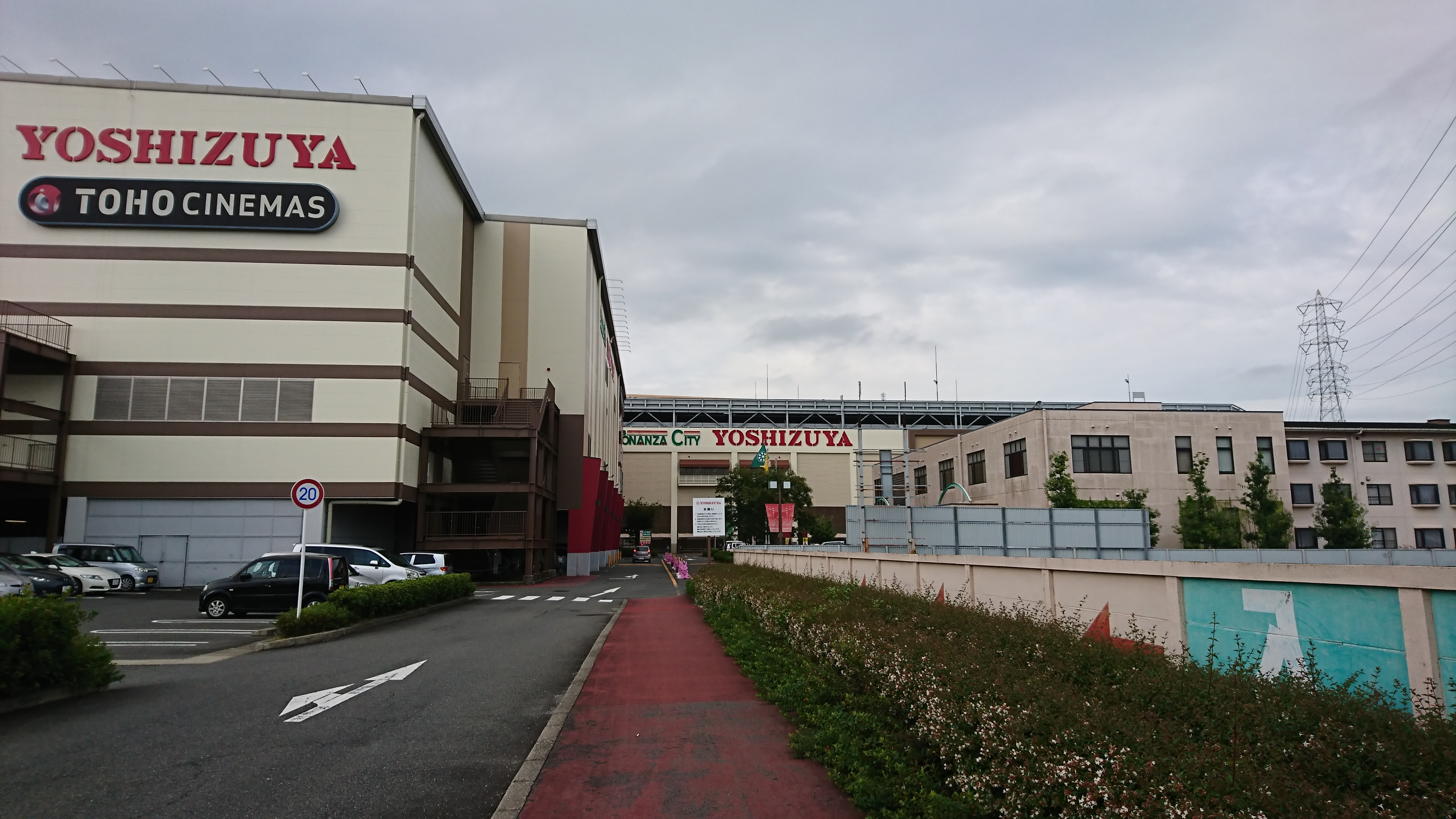
ヨシヅヤ津島本店と事務センター

株式会社義津屋（よしづや、YOSHIZUYA COMPANY LIMITED）は愛知県海部地域を地盤として岐阜県・三重県にショッピングセンター及び総合スーパー（GMS）のヨシヅヤや、食品スーパーのYストアなどを展開する企業である。

## 概要
1932年（昭和7年）に伊藤義明が津島市本町で義津屋呉服店を開いたのが始まりである。
1949年（昭和24年）8月1日に株式会社義津屋を設立して法人化した。
1963年（昭和38年）9月18日には津島本店を津島市天王通り5丁目に移転した
1967年（昭和42年）9月に清水屋やユーキチ（現・ドミー）などと共にボランタリーチェーン「新々会」を結成。
稲沢店や蟹江店をわずか7・8年でスクラップビルドするなど1970年代に既存店すべてを増改築して
低層大型ショッピングセンターへの転換を進めた。
その結果、義津屋はショッピングセンターや大型店の運営を強みとして、1970年（昭和45年）に3店舗で売上高約31億円であったが、1979年（昭和54年）には6店舗で201億4800万円と1970年代に約6倍半まで売上を急増させた。
2009年（平成21年）7月11日にCGCグループに加盟した。
2003年（平成15年）7月期には21店舗で売上高約878億円を上げるなど900億円近い売上高があったが、その後は競合激化により漸減、近年は600億円台前半で推移している。

## 沿革
- 1932年（昭和7年）8月8日 - 愛知県津島市に義津屋呉服店を開業[広報 4]
- 1949年（昭和24年）8月1日 - 株式会社義津屋を設立[1][広報 1]
- 1963年（昭和38年）9月18日 - 津島本店を津島市天王通り5丁目に移転[10]
- 1966年（昭和41年）12月1日 - 子供服・肌着部門を分離し、（株）ヨシヅヤストアーを設立[18]
- 1967年（昭和42年） - （株）大昌を設立[広報 4]
- 1968年（昭和43年）10月21日 - 紳士婦人洋品部門を分離し、（株）ロスパを設立[19]
- 1971年（昭和46年）
  - 津島本店を移転[広報 4]
  - 8月1日 - （株）ヨシヅヤストアーの日用雑貨部門を分離して（株）レイク・リビンを設立し、同社に家電部門を開設[20]
- 1978年（昭和53年）11月30日 - 株式会社ヨシヅヤ旅行を設立し、株式会社トラベル日本から津島・甚目寺・稲沢・蟹江の4営業所を継承[21]。
- 1980年（昭和55年）4月 - 株式会社ヨシヅヤ旅行が株式会社ボナンザトラベルに商号を変更し、名古屋に本社を開設[21]。
- 1982年（昭和57年） - Yストア1号店をグリーンプラザヨシヅヤ祖父江店内に開設[広報 4]
- 1986年（昭和61年） - ヨシヅヤ電気舘大治店を開設[広報 4]
- 1987年（昭和62年）8月1日 - （株）ヨシヅヤ電気舘[22]・（株）Yストアを設立[23]。
- 1990年（平成2年）
  - 6月1日 - ヨシヅヤユニオンがゼンセン同盟に加盟[24]。
  - 11月30日 - 地元主導型ショッピングセンター「ショッピングプラザ　アミ」内に、岐阜県1号店のヨシヅヤ垂井店を開設[25]
- 1992年（平成4年）10月15日 - オリコと提携して「ヨシヅヤボナンザカード」の発行を開始[26]。
- 1993年（平成5年） - カジュアルプラザYY津島店を開設[広報 4]
- 2002年（平成14年） - 三重県1号店のヨシヅヤ員弁店を開設[広報 4]
- 2003年（平成15年） - ヨシヅヤ電気舘大治店を閉館[広報 4]
- 2005年（平成17年） - ヨシヅヤ津島本店南にシネマ館を開設[広報 4]
- 2009年（平成21年）
  - 7月11日 - CGCグループに加盟[27]
  - (株)ヨシヅヤストアーと(株)ロスパ・ (株)レイク・リビンと(株)ヨシヅヤ電気舘を合併、各事業部制となる[広報 4]。
- 2014年（平成26年）11月29日 - スーパーセンター業態1号店として「ヨシヅヤ　スーパーセンター垂井店」を開店[28]。
- 2015年（平成27年）10月27日 - 津島市で会員制の宅配サービス「ありがとうネット便」を開始[29]。
- 2016年（平成28年） - Yストア清洲店内に[要出典]精肉PC（プロセスセンター）を開設[広報 5]
- 2018年（平成30年）11月27日 - 清洲店で移動スーパー・とくし丸の営業を開始[30]。
- 2019年（平成31年）
  - 3月12日 - 明治堂薬品の全株式を取得して完全子会社化し、ドラッグストア事業に参入[31]。
  - 3月21日 - 義津屋 一宮・きそがわ店を新設[32]

## 店舗

### 現在の店舗
2023年6月現在
- 合計30店舗[広報 6]
  - 愛知県 - 25店
  - 岐阜県 - 4店
  - 三重県 - 1店

### 主な業態
- ヨシヅヤ（YOSHIZUYA）：総合スーパー（GMS）[33][34]またはショッピングセンター[5][6]。
- Yストア：食品スーパー[5][6]。
- Yストアグランシア.（GRANCIA）：大型食品スーパー。グランシアは、グランド（広大な、威厳のある）と、グラシアス（有難う、感謝）を組み合わせた造語[35]。
- Yストア 食品館（舘）：食品スーパー。Yストア蟹江食品舘、笹塚食品館が使用している。

### 愛知県

#### 津島市
- （4代目）津島本店（津島市）大字津島字北新開351番地[36]

2000年（平成12年）11月21日に（2代目）本店から移転。TOHOシネマズ津島が併設。
敷地面積47,000m2、5階建て、店舗面積29,602m2、駐車台数2,500台
- 津島北テラス（津島市）片岡町60番地

2007年（平成19年）11月23日にオープン。
津島駅前店を移転させる形で出店し、平屋建てで17店舗の専門店が入居した店舗として開業した。
- Yストア津島駅東店（津島市）柳原町二丁目41番1

2018年（平成30年）12月8日オープンの食品スーパーである。
- Yストア唐臼店（津島市）唐臼町郷裏45

ヨシヅヤ初の食品単独店舗。1992年（平成4年）12月28日オープン

#### あま市
- 甚目寺店（あま市）甚目寺五位田128

1974年（昭和49年）12月5日オープン。初代店舗では、食品売り場はサワムラヤが出店していた。
2011年10月14日に建て替えられて食品売り場をYストアとして新装開店。（フジタ施工）
- Yストア篠田店（愛知県あま市篠田稲荷144[広報 8]）

2020年8月16日に閉店したヒバリヤ美和店跡に2020年10月10日グランドオープン。

#### 愛西市
- 愛西勝幡店（愛西市）勝幡町駒捨場1300

勝幡店の建て替えを行って、2013年（平成25年）11月22日に開店した。
- 佐屋店（愛西市）須依町前田面95-1

1991年（平成3年）11月に佐屋共同ショッピングセンターの核店舗として出店していた。

#### 弥富市
- （2代目）弥富店（弥富市）鯏浦町南前新田123番地

弥富駅前ショッピングセンター協同組合が運営するショッピングセンターウイングプラザ パディーへのテナント出店で、非食品のみの売場構成（食品部門はヤマナカが出店）。
- Yストア佐古木店（弥富市）佐古木3丁目295-2

1995年（平成7年）4月に開店した食品単独店舗である。

#### 海部郡
- JR蟹江駅前店（海部郡蟹江町）桜一丁目212番地

蟹江店を移転する形で2013年（平成15年）4月20日オープン。
- Yストア蟹江食品館（蟹江町）城3-348

2012年（平成14年）1月21日オープンの食品単独店舗である。

#### 稲沢市
- 新稲沢店（稲沢市）朝府町4番1号

2006年（平成18年）4月26日に、（2代目）稲沢店のスクラップアンドビルドとして開業。ヤマダ電機テックランド新稲沢店が入居する。
- 平和店（稲沢市）平和町大字六輪字須ヶ脇367番地[48]

1996年（平成8年）7月18日オープン。
売場面積8,782m2

#### 名古屋市
- 太平通り店（名古屋市中川区宮脇町2-11[50]）

イッツボナンザシティヨシヅヤとして1998年（平成10年）4月20日開業。店舗面積15,591m2
- 名古屋名西店（名古屋市西区名西二丁目）

東芝名古屋工場跡地（約25,800m2）を約61億8700万円で取得し、2006年（平成18年）11月11日に開業。
2016年（平成28年）5月に「グランシア」として新装開店。2018年（平成30年）10月25日に食品売り場などを新装開店。
詳細はヨシヅヤ名古屋名西店を参照。
- Yストア守山大屋敷テラス（名古屋市守山区）大屋敷12番28号

2019年6月15日に名古屋市内初のYストア単独店舗として開業した。

#### 北名古屋市
- 師勝店（北名古屋市）鹿田1935[55]

1975年（昭和50年）9月11日オープン。
グリーンシティの延床面積約13,000m2、鉄筋コンクリート造3階建て塔屋1階、売場面積約9,522m2（当社売場面積約7,212m2）、駐車台数約900台。
尾州紡績の工場跡地に開設された総戸数659戸の住宅団地「グリーンシティ師勝」に出店した。
当店の開店は、隣接する旧西春町の市民の購買行動を大きく変化させたとされる。
食品売り場はサワムラヤに委託していたが、2009年（平成21年）5月18日に撤退したため、同年7月17日に直営のYストアが後継店舗として出店する形で新装開店した。
2019年（平成31年）4月29日に一階の無人ゲームコーナーで盗難被害に遭う。
要緊急安全確認大規模建築物に指定されている。
- Yストア西春店（北名古屋市）鹿田若宮3926番地10号

名鉄犬山線西春駅に隣接
パレマルシェ西春（旧・名鉄パレ百貨店師勝西春店）の跡に2022年（平成10年）5月21日にオープン

#### 清須市
- 清洲店（清須市西市場5丁目5-3[広報 9]）

イッツボナンザシティヨシヅヤとして1999年（平成11年）4月27日に開業。2016年（平成28年）7月16日にリニューアルオープンした。
売場面積27,403m2

#### 西春日井郡
- 豊山テラス（西春日井郡豊山町豊場幸田197-1）

2014年（平成26年）10月11日に開業した。

#### 尾張北部
- ボナンザプラザ大口店（丹羽郡大口町奈良子2[68]（旧・大字豊田字蔭山25[24]））

1987年（昭和62年）6月24日開業。2005年11月に改装し再オープン。
敷地面積約3,890m2、鉄筋コンクリート造2階建て、延べ床面積約2,978m2、売場面積約5,815m2（直営売場面積約3,411m2）、駐車台数約1,500台。
- 犬山店 （犬山市）天神町1-1

犬山駅前にある犬山キャスタのイトーヨーカドー犬山店跡に2017年（平成29年）4月26日開店。

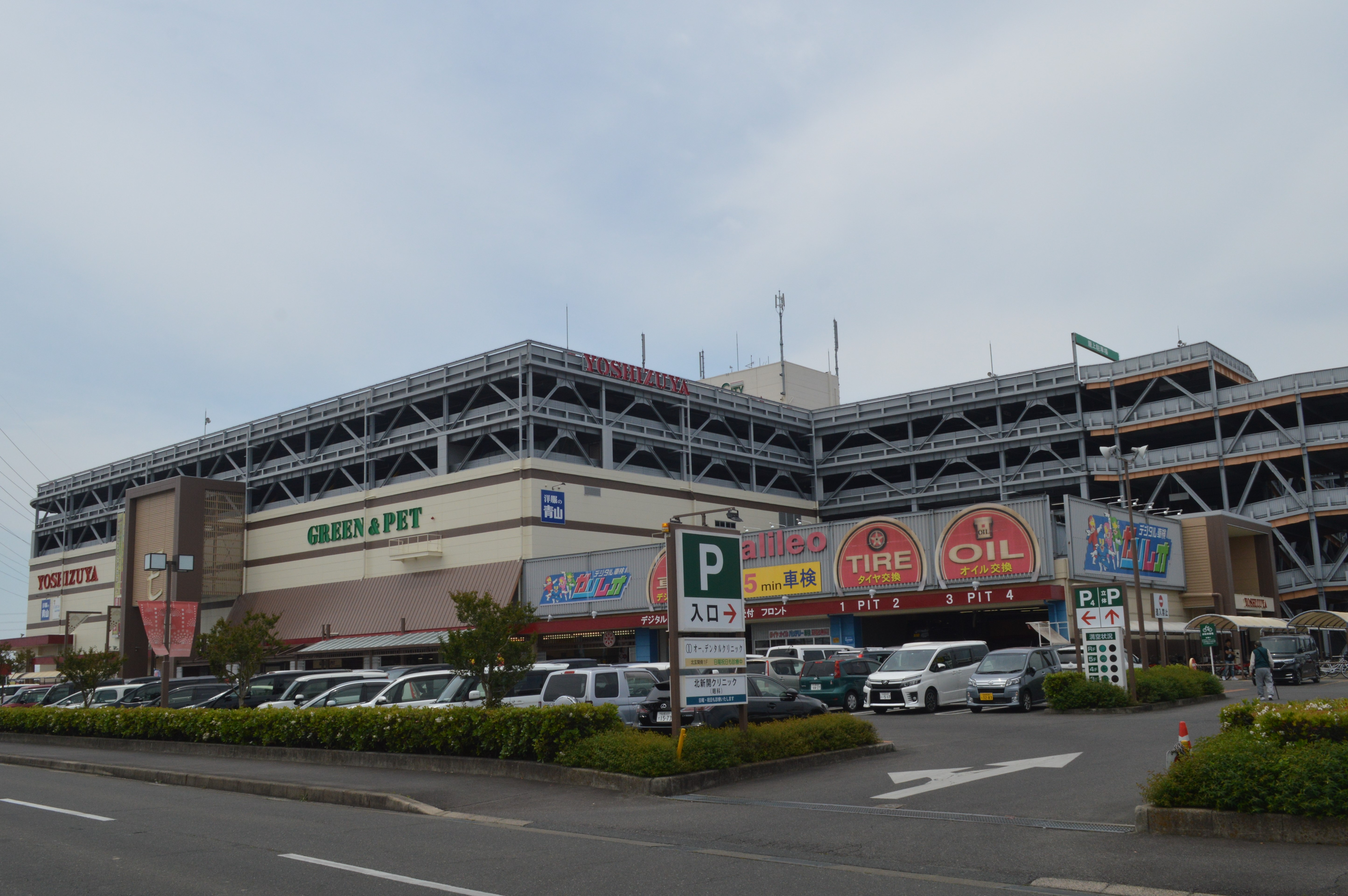
津島本店
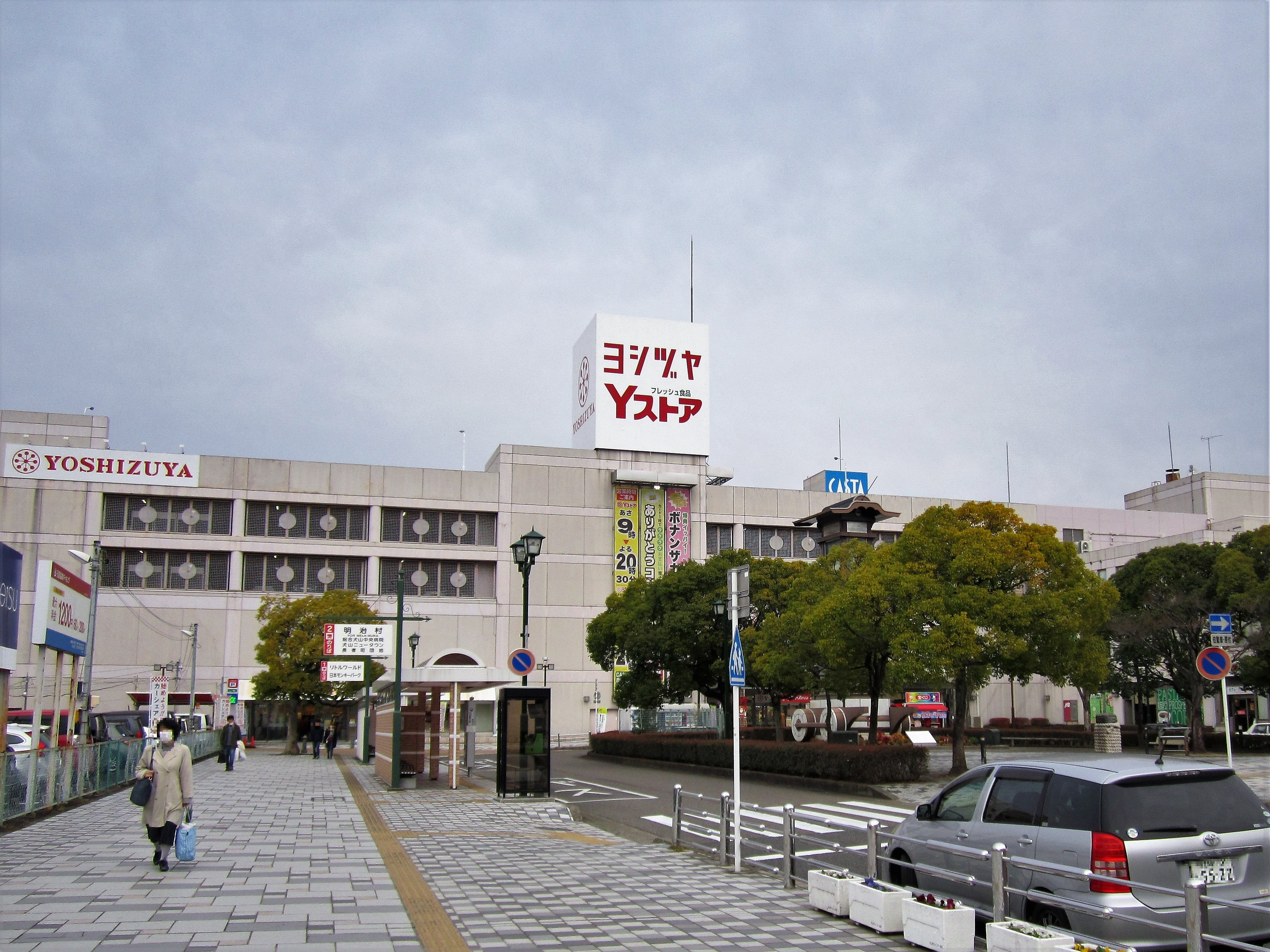
犬山店
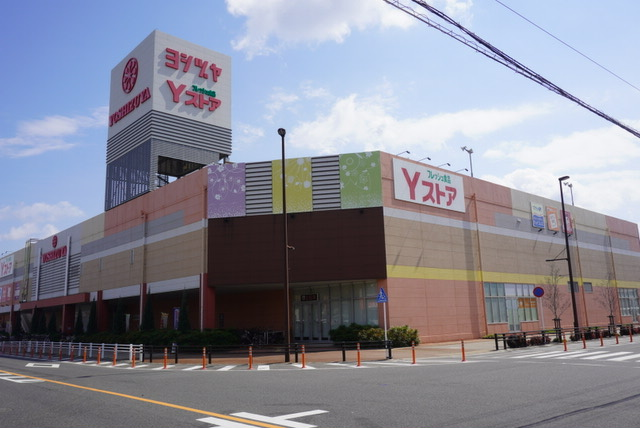
甚目寺店
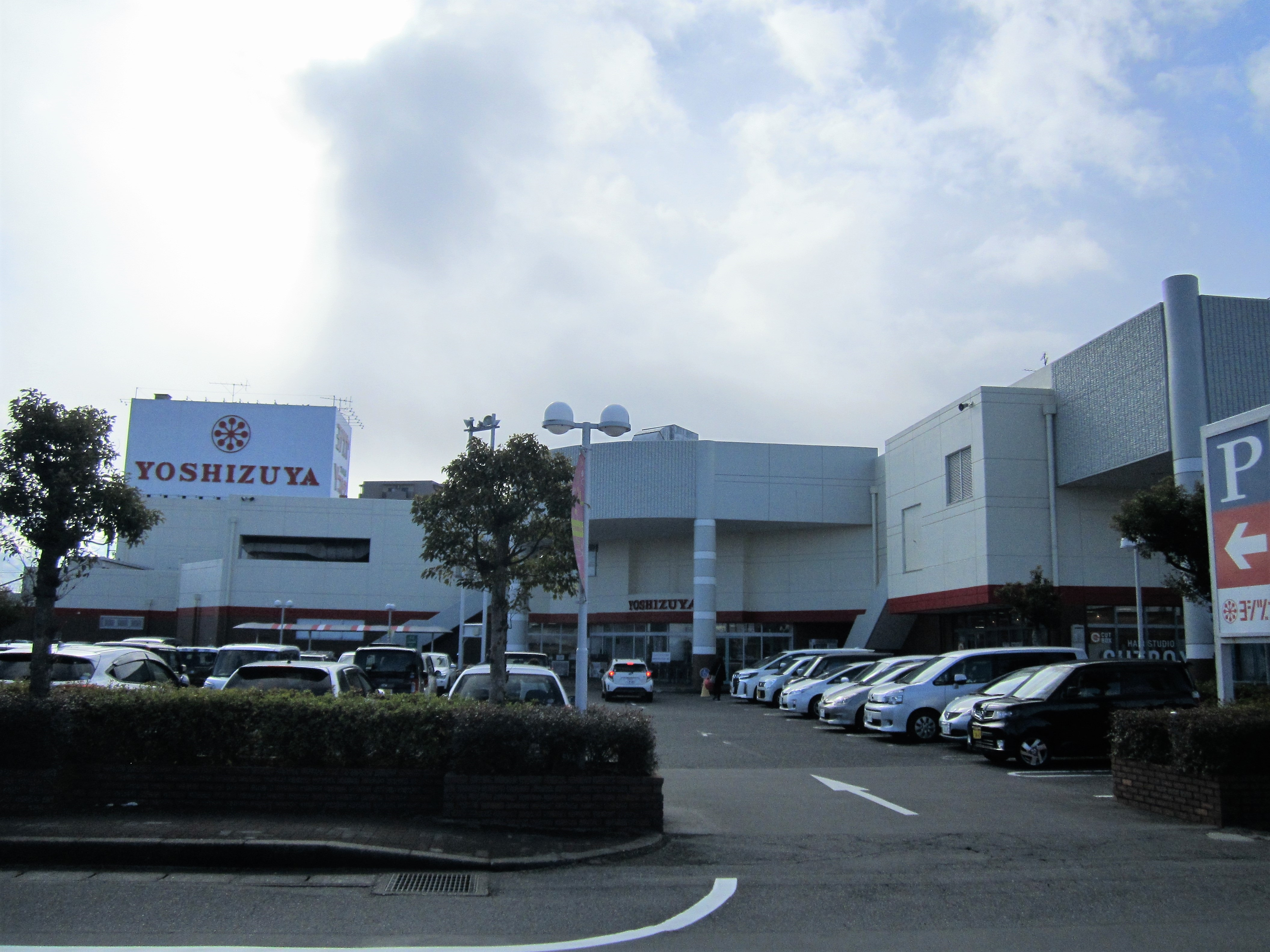
佐屋店
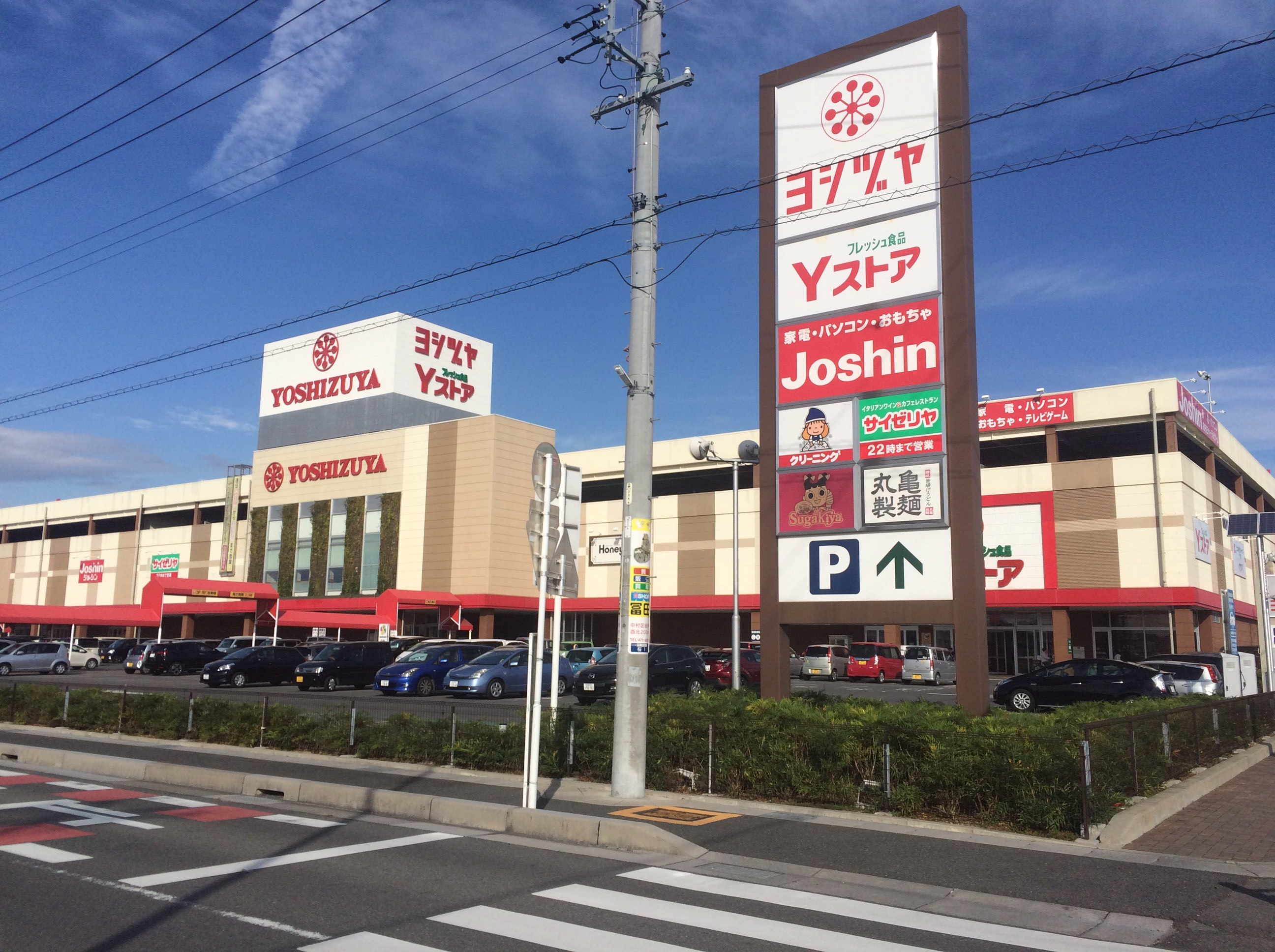
JR蟹江駅前店
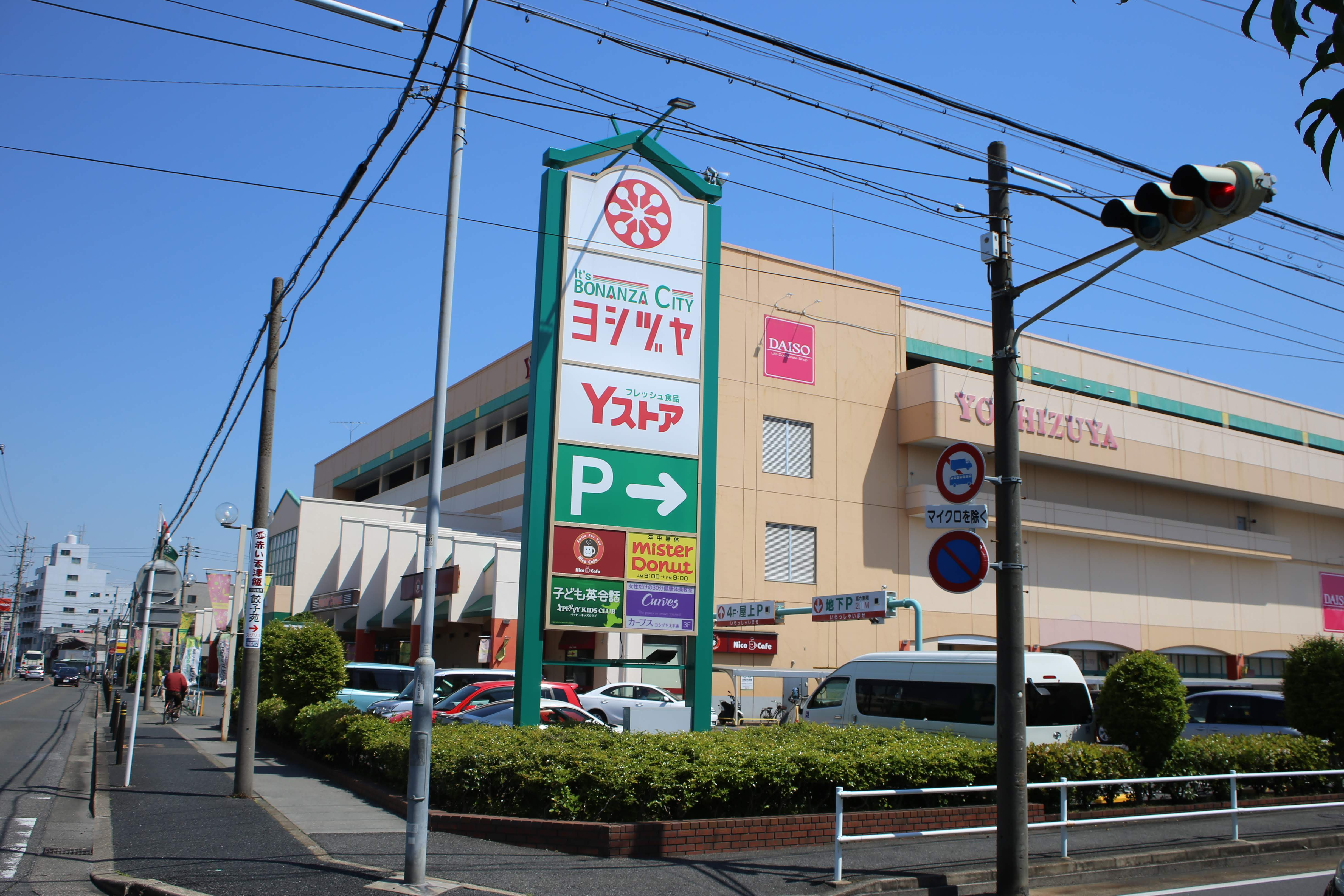
太平通り店
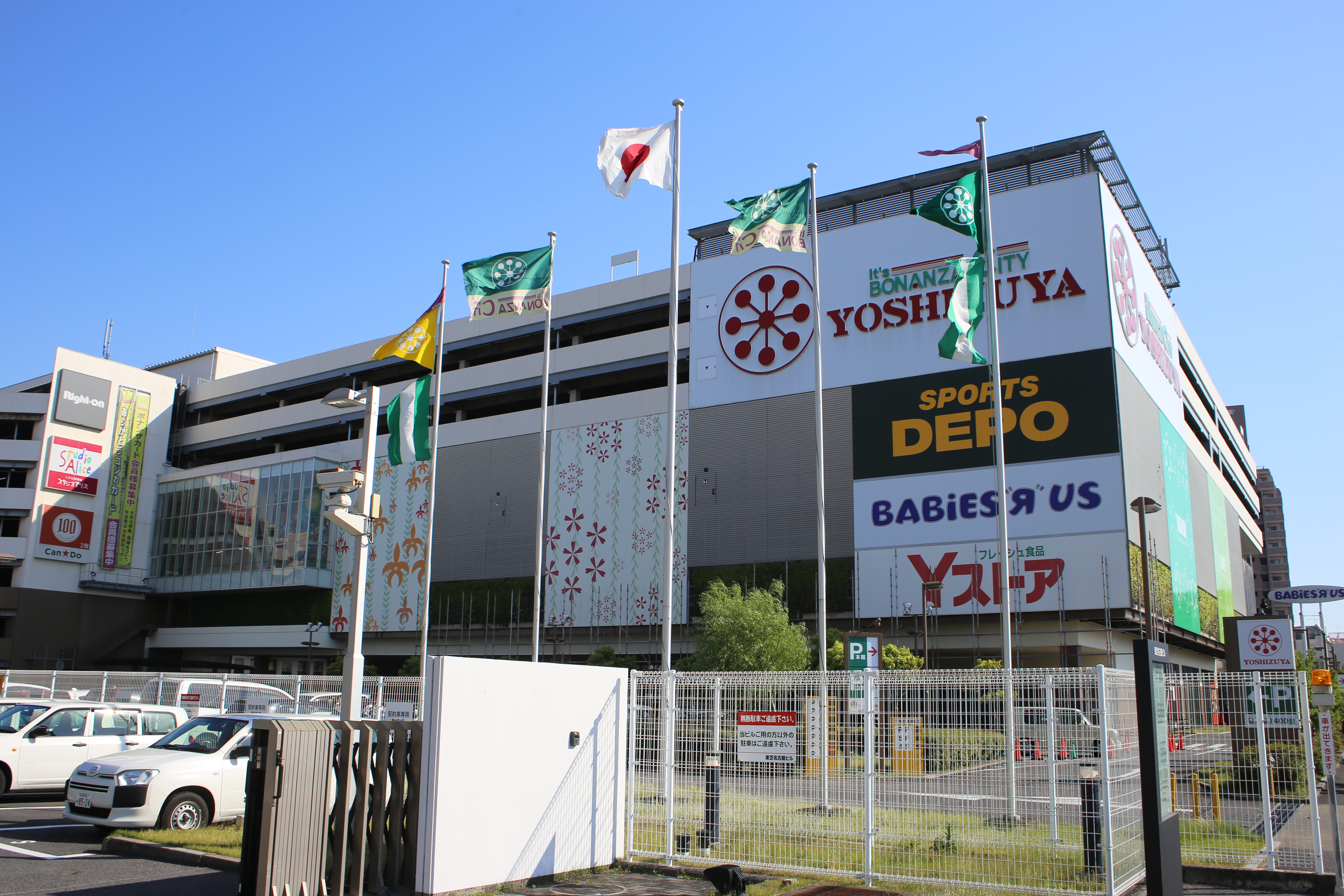
名古屋名西店

### 岐阜県
- 可児店（岐阜県可児市）

売場面積43,500m2
約2週間休業して改装し、食品売り場を「Yストア グランシア可児店」として、2016年（平成28年）10月26日に新装開店した。
詳細は可児ショッピングプラザパティオを参照。
- スーパー・センター垂井店（岐阜県不破郡垂井町[28]）

2014年（平成26年）11月29日に初のスーパーセンター業態として（初代）垂井店を移転する形で開店した。
- 海津平田店（岐阜県海津市）

1994年（平成6年）7月12日開業。専門店としてセリアが入居。店舗面積4,811m2。

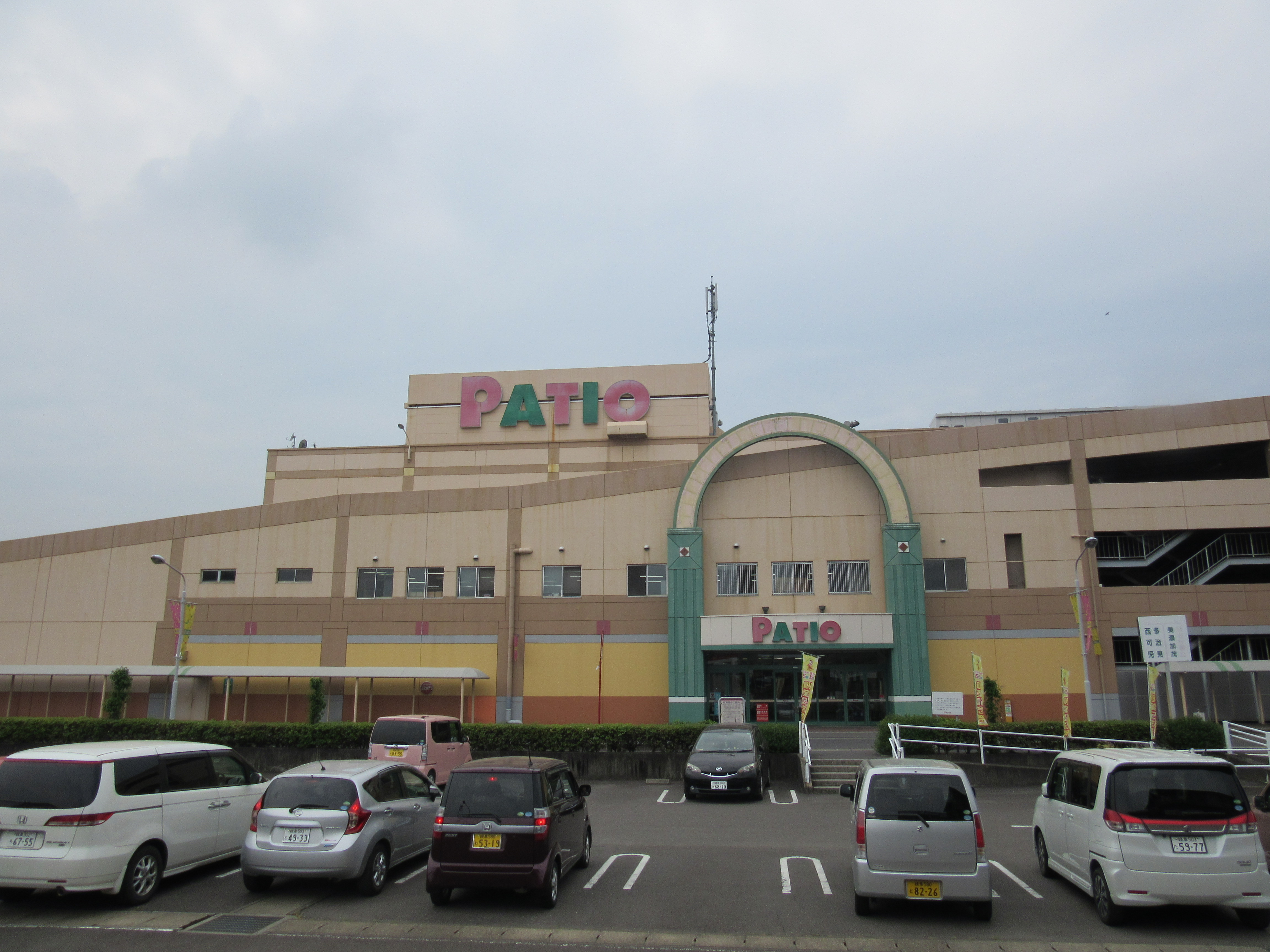
可児店

### 三重県
- 員弁店（三重県いなべ市）

2002年開店（スケルトン物件）。
1981年（昭和56年）9月22日に「桑名商業開発株式会社」が「イナベパル」（売場面積2,456m2）として開店。
1993年（平成5年）10月15日に国道沿いに移転増床する形で「新員弁パル パリオ」（売場面積10,262m2）として開店。運営会社の「桑名商業開発株式会社」が1996年（平成8年）12月17日に負債総額約82億円を抱えて和議申請を行ったが、「桑名パル」核店舗のジャスコが1997年（平成9年）3月に撤退することになったことから、同年5月6日に自己破産を申請した。その後ヨシヅヤが出店した。

### 過去に存在した店舗

#### 津島市
- （初代）本店（愛知県津島市本町3[78]）
- （2代目）本店（愛知県津島市天王通り5丁目37[79]、1963年（昭和38年）9月[79] - 1971年（昭和46年）[広報 4]）

敷地面積約819坪、:延床面積約1,074坪
売場面積4,000m2
地下1階・地上3階建ての店舗だった。
衣料品・日用品雑貨等を取り扱い、SCとして営業。1966年（昭和41年）店舗拡張。店舗跡はボナンザパーキングとなっている。
- ボナンザ・プラザ津島店[80] → 津島駅前店（愛知県津島市藤浪町2丁目8[24][広報 12]、1971年（昭和46年）12月1日[80] - 2007年（平成19年）[広報 4]）

敷地面積約8,322m2、鉄筋コンクリート造2階建て一部4階建て、延べ床面積約10,329m2、売場面積約6,885m2（当社売場面積約6,093m2）、駐車台数約210台。
食料品は「サワムラヤ」が出店していた。
（3代目）本店。（4代目）津島本店開店に伴い改称。2007年10月31日に本館・呉服館・酒館は閉館し、オートセンター、玩具館、電気館は津島北テラス所属となった。（2018年9月17日の電気館の閉店をもって別館は全て閉館）
現在は建物は建て替えられ跡地はフィール津島店とエディオン津島店となっている。なお、近隣地に所在するボナンザパーキング（1981年開業）は店舗閉店後も営業しているが、耐震基準を下回っていた為、2018年（平成30年）7月20日に4階建てから2階建てに減築された。

#### 稲沢市
- （初代）稲沢店（愛知県稲沢市東出16[79]、1967年（昭和42年）9月[79] - 1977年（昭和52年）[広報 4]）

売場面積687m2
（2代目）稲沢店の開設に伴い、閉店。
- （2代目）ボナンザ・プラザ稲沢店（1977年（昭和52年）5月2日[81] - ？）（愛知県稲沢市朝府町4番1号[24][広報 12]）

敷地面積約5,906m2、鉄筋コンクリート造3階建て塔屋2階、延床面積約16,187m2、売場面積約11,909m2（当社売場面積約8,571m2、駐車台数約1,600台
大同毛織の工場跡地に開設され、3階建てで、約60の専門店が入居して開業した。
。
隣接して、協同組合によるショッピングセンター「チェリータウン」も開設された。
跡地には2006年4月21日に新店舗が建替えオープン。
- グリーンプラザ・ヨシヅヤ祖父江店（1982年（昭和57年）5月1日[83] - 2011年（平成23年）[広報 4]12月4日[要出典]）（愛知県稲沢市祖父江町祖父江居中95[広報 12]）

敷地面積約5,848m2、鉄筋コンクリート造3階建て塔屋1階、延べ床面積約7,574m2、売場面積約4,378m2（直営売場面積約2,000m2）、駐車台数約300台。
平和堂祖父江店（グランドタマコシ祖父江店として開店）に隣接し、Yストア一号店が出店した店舗

#### 海部
- 甚目寺店（愛知県あま市甚目寺五位田128[広報 12]、1974年（昭和49年）12月5日[84] - 2010年（平成22年）10月3日[85]）

食品テナントとしてサワムラヤが出店していた。
ヨシヅヤグループ唯一の4階建て店舗で、本館東側には電気館も併設していた。
跡地には2011年（平成23年）10月14日に（2代目）甚目寺店が開店した。
- ヨシヅヤ電気舘大治店（愛知県海部郡大治町大字中島字深田8-1[24]、1986年（昭和61年） - 2003年（平成15年）[広報 4]）

唯一の家電専門店。ヨシヅヤ閉店後、スギ薬局大治店が居抜き出店
- （初代）蟹江店（愛知県海部郡蟹江町大字蟹江本町ヨノ割1ｰ1[87]）

ボナンザプラザ（2代目）蟹江店の開設に伴い、閉店。
- ボナンザプラザ（2代目）蟹江店（愛知県海部郡蟹江町大字蟹江本町コノ割1ｰ1[広報 12]、1978年（昭和53年）5月4日[88][89] - 2013年（平成25年）[広報 4]）

敷地面積約23,100m2 → 約13,164m2、鉄骨鉄筋コンクリート造3階建て、延床面積約15,841m2、売場面積約11,671m2（直営売場面積約8,749m2）、駐車台数約800台。
1階部分は全て専門店街で、約60店が入居して開業した。
鉄筋コンクリート造3階建てで、約800台収容の駐車場を併設していた。
店舗跡は改装して2014年（平成26年）11月に「蟹江専門店館」として新装開店した。
- ボナンザプラザ（初代）勝幡店（愛知県海部郡佐織町大字勝幡字駒捨場1300[91]、1984年（昭和59年）4月24日[92] - 2013年（平成25年）2月28日閉店[42]）

地上2階建て、延べ床面積約5,683m2、店舗面積約2,193m2（当社店舗面積約1,500m2）、駐車台数約300台。
売場面積2,493m2
建て替えを行って、2013年（平成25年）11月22日にヨシヅヤ愛西勝幡店が新装開店した。

#### 清須市
- 西枇杷島店（西枇杷島町弁天町1-4[93]、1979年（昭和54年）[広報 4] - 1996年（平成8年））

敷地面積約11,876m2、鉄筋コンクリート造1階建て、延べ床面積約5,486m2、売場面積約3,773m2（当社売場面積約1,409m2）、駐車台数約300台。
ヤマナカがデベロッパーとなった「西枇杷島ショッピングセンター」に同社のスーパーマーケット（約1,470m2）と共に核店舗として出店していた。

#### 名古屋市
- 堀田店（愛知県名古屋市瑞穂区惣作町2丁目4-1岩正ビル[94]、1983年（昭和58年）10月[95] - 1998年（平成10年）[広報 4]）

売場面積4,363m2
名鉄堀田ショッピングセンター（イズミヤ、名鉄ストアー等が入居）跡地の建物に開店、1998年に閉店（会社沿革では太平通り店に吸収となっている）。
食品部門はヤマナカが出店。
なお、名鉄ストアーは1972年の堀田駅ビル完成後に構内に移転、現在はパレマルシェ堀田店として営業している。

### 岐阜県
- 垂井店（岐阜県不破郡垂井町、1990年（平成2年）11月30日[25] - 2014年（平成26年）[28]）

売場面積約1,500m2
岐阜県初の店舗。地元主導型ショッピングセンター「ショッピングプラザ アミ」（売場面積約4,000m2）に出店していた。
2014年（平成26年）11月29日 - スーパーセンター業態1号店として「ヨシヅヤ　スーパーセンター垂井店」を向かいの郷鉄工所所有地に開店したことに伴い、移転する形で閉店となったが、専門店街は引き続き営業した。

## 専門店業態
- ボナンザ書房：書籍売場[要出典]

- 義津屋：呉服売場。単独店としては一宮・きそがわ店が存在し[97]、過去には、津島駅前店別館呉服舘、甚目寺店別館呉服舘、[要出典]一宮・大和店（2015年（平成27年）11月28日[広報 18] - 2019年（令和元年）閉店[97]）（愛知県一宮市大和町毛受一本松19　ピアゴ大和店2階[広報 19]）
- 電気舘：家電專門店[22]。大治店、大口店、弥富店、甚目寺店が存在した[45]。
- 酒舘：酒売場。別館の単独売場も存在した（旧津島駅前店、旧2代目蟹江店）。[要出典]
- YY：メンズ·レディスカジュアルファッション専門館で津島店と大治店が存在した[45]。
- 酒館：酒のディスカウント店で津島店が存在した[45]。
- いちごはうす：サンリオの商品を取り扱うコーナー。[要出典]
- ワイズキッチン（Y's kitchen）：フードコートで展開する直営の飲食店[98]。
- レストオレンジ：Yストア直営飲食店。旧垂井店にも出店していた。現在は大口店に1店舗存在する。[要出典]
- まんぷくヨシヅヤ食堂 Y’s キッチン：Yストア直営飲食店[広報 20]。
- ヨシヅヤcafe：Yストア直営飲食店。フルーツやデザート、スムージー等を取り扱う[広報 21]。
- 蟹江専門店館（海部郡蟹江町）

（2代目）蟹江店跡を改装して2014年（平成26年）11月に新装開店した。

### 過去に存在した専門店業態
- ファッションステーション ヨシヅヤ（2013年（平成25年）11月 - 2020年（令和2年）10月13日）[広報 22]

ヨシヅヤ勝幡店が建替えオープンしたヨシヅヤ愛西勝幡店に開店
- ミッキーランド：玩具専門店で、大口店と津島店があった[45]。
- カジュアルプラザ[広報 4]：衣料品専門店[広報 12]。YY津島店が閉店した事で消滅した。[要出典]
  - カジュアルプラザYY津島店（1993年（平成5年） - 2007年（平成19年）[広報 4]）（愛知県津島市東柳原町5丁目3[広報 12]）

唯一の衣料品専門店、2階にVANファミリーショップを展開していた。
- ホームガーデン：別館の日用品・園芸用品売場。旧2代目稲沢店（オートセンターと併設）、大口店（電気舘と併設）、弥富店、可児店、清洲店（オートセンターと併設）が閉館した事で消滅した。[要出典]

- リビングプラザ：住関連の大型専門館で弥富店があった[45]。
  - （愛知県海部郡弥富町[95]、1981年（昭和56年）12月[95]、売場面積1,200m2[95]）

- オートセンター：カー用品売場。取扱いを終了した事で消滅した。津島駅前店別館→津島北テラス別館、旧2代目稲沢店別館（ホームガーデンと併設）、旧甚目寺店別館（電気舘と併設）、海津平田店別館（電気舘と併設）、可児店別館、清洲店別館（ホームガーデンと併設）、津島本店に存在した。一部の店ではカー用品テナント（専門店）が、同じ場所で営業している。[要出典]
- 義寿庵：Yストア直営飲食店。全店舗が「Y’s キッチン」ブランドに変更され消滅した。[要出典]

- ボナンザトラベル[広報 23]

ヨシヅヤ関連会社の旅行代理店。株式会社ボナンザトラベルが運営、ヨシヅヤ店内にも出店していた（一部店舗は単独店）。
2003年事業停止。終期は本社含め営業所は10箇所あった。

## 関連会社
- 株式会社ヨシヅヤストアー
- 株式会社ワイストア[23]
- 株式会社西馬通商
- 株式会社ワイサポート
- ワイ・エステート株式会社
- 株式会社明治堂薬品 - 2019年（平成31年）3月12日に明治堂薬品の全株式を取得して完全子会社化[31]

### 過去に存在した関連会社
- 株式会社ロスパ（津島市藤浪町2-8[2]）
- 株式会社レイク・リビン（津島市藤浪町2-8[2]）
- 株式会社大昌[87]
- 株式会社ヨシヅヤ電気館 - 家電專門店[22]

### 広報など1次資料
1. 1 2 3 4 5 6 7 8  “会社概要”.   義津屋. 2016年10月25日閲覧。
2. ↑  “YOSHIZUYA RECRUTING SITE 2019”.   義津屋. 2020年10月17日閲覧。
3. ↑  “会社概要”.   義津屋. 2004年6月19日時点のオリジナルよりアーカイブ。2021年6月27日閲覧。
4. 1 2 3 4 5 6 7 8 9 10 11 12 13 14 15 16 17 18 19 20 21 22  “会社沿革”.   義津屋. 2019年5月10日閲覧。
5. ↑  “YOSHIZUYA RECRUTING SITE 2019 沿革”. 2021年5月5日閲覧。
6. ↑  “店舗・チラシ”. ヨシヅヤ. 2024年7月31日閲覧。
7. 1 2  “津島本店”.   義津屋. 2019年5月10日閲覧。
8. 1 2  “Yストア篠田店 | YOSHIZUYA”. 2020年10月7日閲覧。
9. ↑  “清洲店 店舗情報”. ヨシズヤ. 2025年2月15日閲覧。
10. ↑  “店舗情報 岐阜県”. セリア. 2024年10月5日閲覧。
11. 1 2  “【コインパーキング】ボナンザパーキングご利用者募集中”. 2021年5月30日閲覧。
12. 1 2 3 4 5 6 7 8 9 10  “店舗一覧”. 2004年6月19日時点のオリジナルよりアーカイブ。2021年6月27日閲覧。
13. ↑  “津島北テラス電気館は2018年9月17日をもって閉店いたしました。|YOSHIZUYA”. 2020年10月31日閲覧。
14. ↑  “フィール津島店”. 2020年9月6日閲覧。
15. ↑  “駅前ボナンザパーキング 建物耐震対策完了のお知らせ”. 義津屋. 2024年10月5日閲覧。
16. ↑  “新稲沢店|YOSHIZUYA”. 2021年3月5日閲覧。
17. ↑  “スギドラッグ大治店”. 2020年7月20日閲覧。
18. ↑  “義津屋 一宮・大和店OPEN|FURISODE RAND”. 2020年10月30日閲覧。
19. ↑  “義津屋 一宮･大和店|YOSHIZUYA”. 2017年7月13日時点のオリジナルよりアーカイブ。2021年6月30日閲覧。
20. ↑  “ヨシヅヤ パートナー・アルバイト・中途社員 求人情報 ヨシヅヤ Yストア 津島本店（パートナー・アルバイト）まんぷくヨシヅヤ食堂スタッフの募集詳細”. 2021年7月17日時点のオリジナルよりアーカイブ。2021年7月18日閲覧。
21. ↑  “株式会社ヨシヅヤ_公式_ (@yoshizuya1932) • Instagram photos and videos”. 2021年12月23日閲覧。
22. ↑  “愛西勝幡店|ヨシヅヤ”. 2020年10月30日閲覧。
23. ↑  “ボナンザトラベル”. 2003年4月26日時点のオリジナルよりアーカイブ。2020年10月17日閲覧。
24. ↑  “株式会社ボナンザトラベル　会社概要”. 2003年4月26日時点のオリジナルよりアーカイブ。2020年10月17日閲覧。